# Skanderborg Sø
Skanderborg Sø er en ca 9 km² stor sø ved Skanderborg bestående af to næsten lige store bassiner (Store Sø og Hylke Sø), som er en del af Gudenåsystemet i Søhøjlandet.
Skanderborg Sø er skabt under afslutningen på den sidste istid, altså for lidt over 10.000 år siden.
Søen er omgivet af enge, rørskove, småsøer, agerland og en smule skov. Der er fire små øer i søen; Kalvø, Æbelø og de små Sct. Thomas og Sct. Helene. Tidligere var der flere mindre øer, men i 1912 og 1932 sænkede man vandstanden i søen, for at minimere oversvømmelserne at de omkringliggende landbrugsarealer ved de årlige tøbrud. Det bevirkede blandt andet, at flere øer blev enten landfaste eller fusionerede.

## Tidligere bygninger
Ved Skanderborg Sø lå i den sydøstlige ende Ring Kloster frem til 1715, og  på Kalvø midt i søen et benediktinerkloster frem til 1172. På den østlige bred i den sydlige ende af Skanderborg By, ligger på slotsbanken resterne af Skanderborg Slot, den nuværende  Skanderborg Slotskirke. 